# السه یاکوبسن
السه یاکوبسن (دانمارکی: Else Jacobsen; ۳۱ مهٔ ۱۹۱۱ – ۳ آوریل ۱۹۶۵) شناگر اهل دانمارک بود.